# 歼教-5
歼教-5是中國自行在歼-5(國產米格-17戰鬥機)的基礎上研製出來的次音速噴射教練機，原本蘇聯米格設計局並無為米格-17研製雙座教練機，而是由米格-15UTI負責，1964年委託成都飛機工業公司研製，1966年試飛成功後生產裝備解放軍，中國除了空軍和海軍航空兵使用外，八一飛行表演隊也使用歼教-5至20世紀90年代

## 基本資料
- 機長: 11.5米
- 翼展: 9.6米
- 機高: 3.8米
- 翼面積: 22.6平方米
- 空重: 4,089公斤
- 載重: 5,401公斤
- 發動機: 一部渦噴-5丁發動機(推力=26.5kN)
- 最快時速: 1050公里/小時(在4000米高空)
- 航程: 1,230公里
- 昇限: 14,300米
- 爬昇率: 2,388米/分鐘
- 武裝:1支23毫米口徑23-1式機炮+500公斤炸彈
- 乘員:2人

## 設計特點

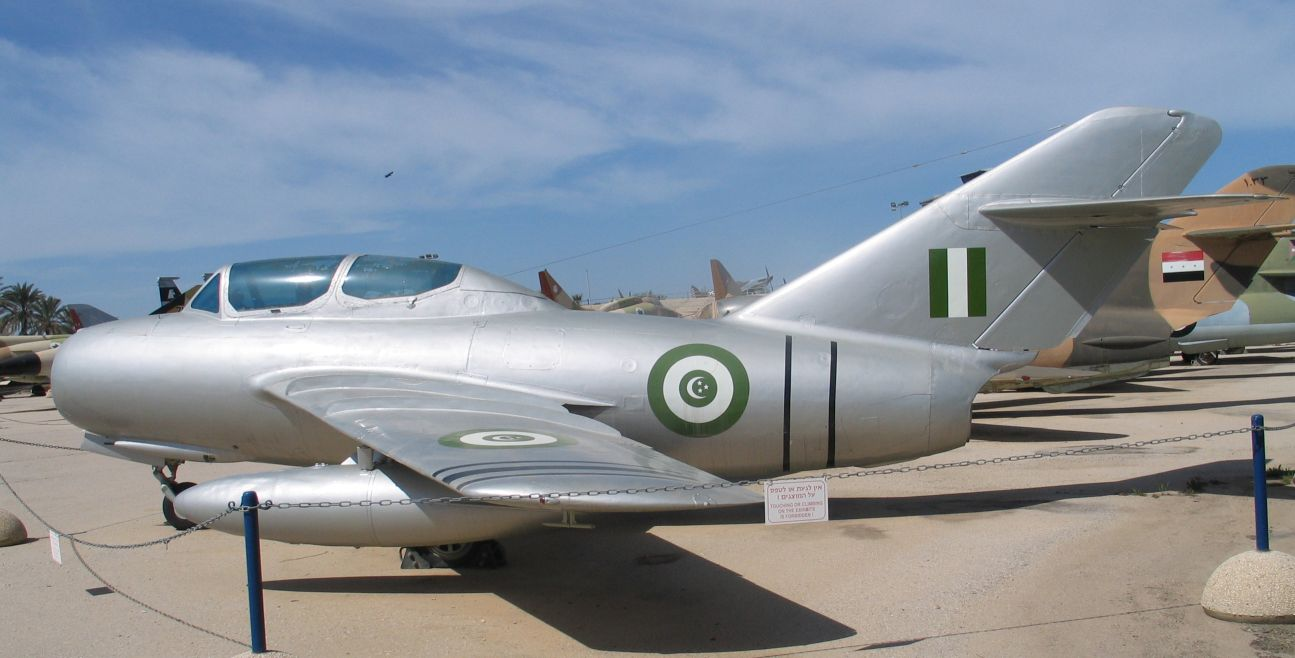
埃及空軍的米格-15UTI

歼教-5是以歼-5戰鬥機為藍本再參考了蘇聯的米格-15UTI雙座教練機的設計，故歼教-5的外表好像兩者的結合，只是歼教-5的進氣口比歼-5略為縮小。由于负责研制的成都飞机工业公司原先负责的型号为夜间型号歼-5甲，故其机头为从歼-5甲修改而来。雙座位駕駛艙裡的兩個座位皆有操縱系統，但教官的操縱系統可接管學員，為了讓學員學會空中射擊，故歼教-5保留了一支23毫米口徑機炮，歼教-5所使用的渦噴-5丁發動機是歼-5的渦噴-5的改良型。

## 使用國家

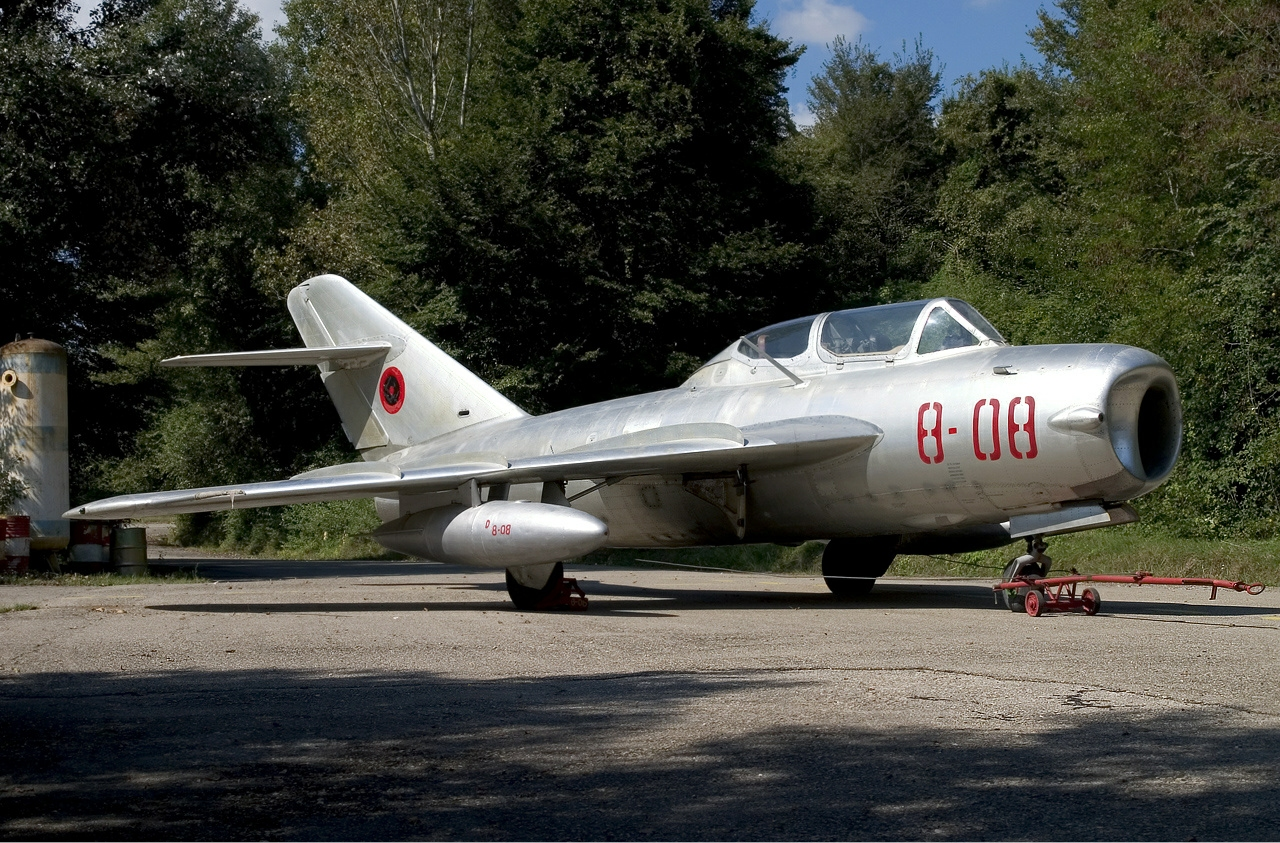
阿爾巴尼亞空軍的殲教-5

- 中华人民共和国
- 斯里蘭卡
- 阿尔巴尼亚

## 外部連結
- 歼教-5(空軍世界)